# HTL Donaustadt
Die HTL Donaustadt (auch „HTL Wien 22“ oder „htl donaustadt“) ist eine Höhere Technische Lehranstalt in Wien, die 1983 auf einem ehemaligen Industriegelände errichtet wurde. Sie bietet sowohl höhere fünfjährige Lehrgänge, die mit der Matura abschließen, als auch vierjährige Fachschul-Lehrgänge.

## Ausbildungsformen

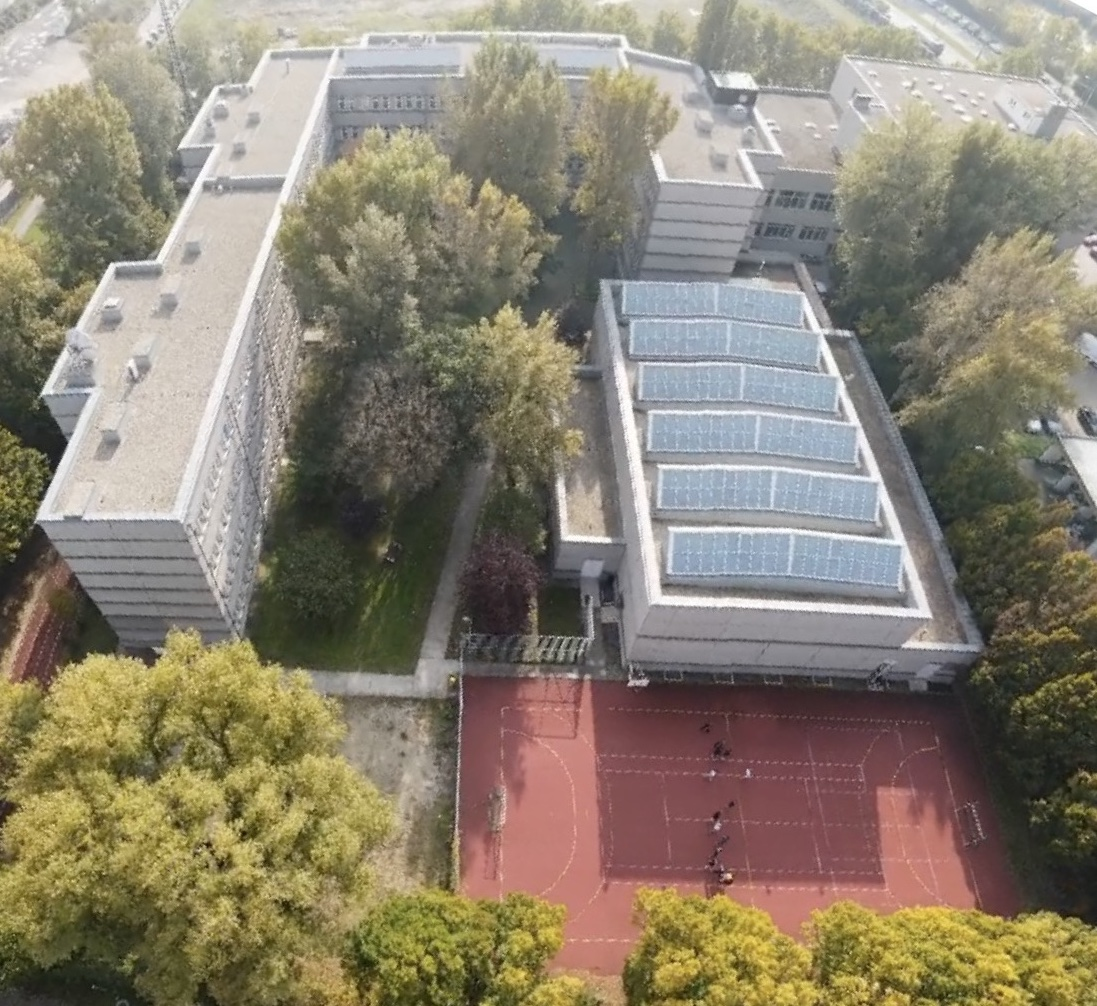
Gesamtansicht aller Gebäude mit dem Innenhof, den Turnsälen, dem Sportplatz und dem Beachvolleyplatz

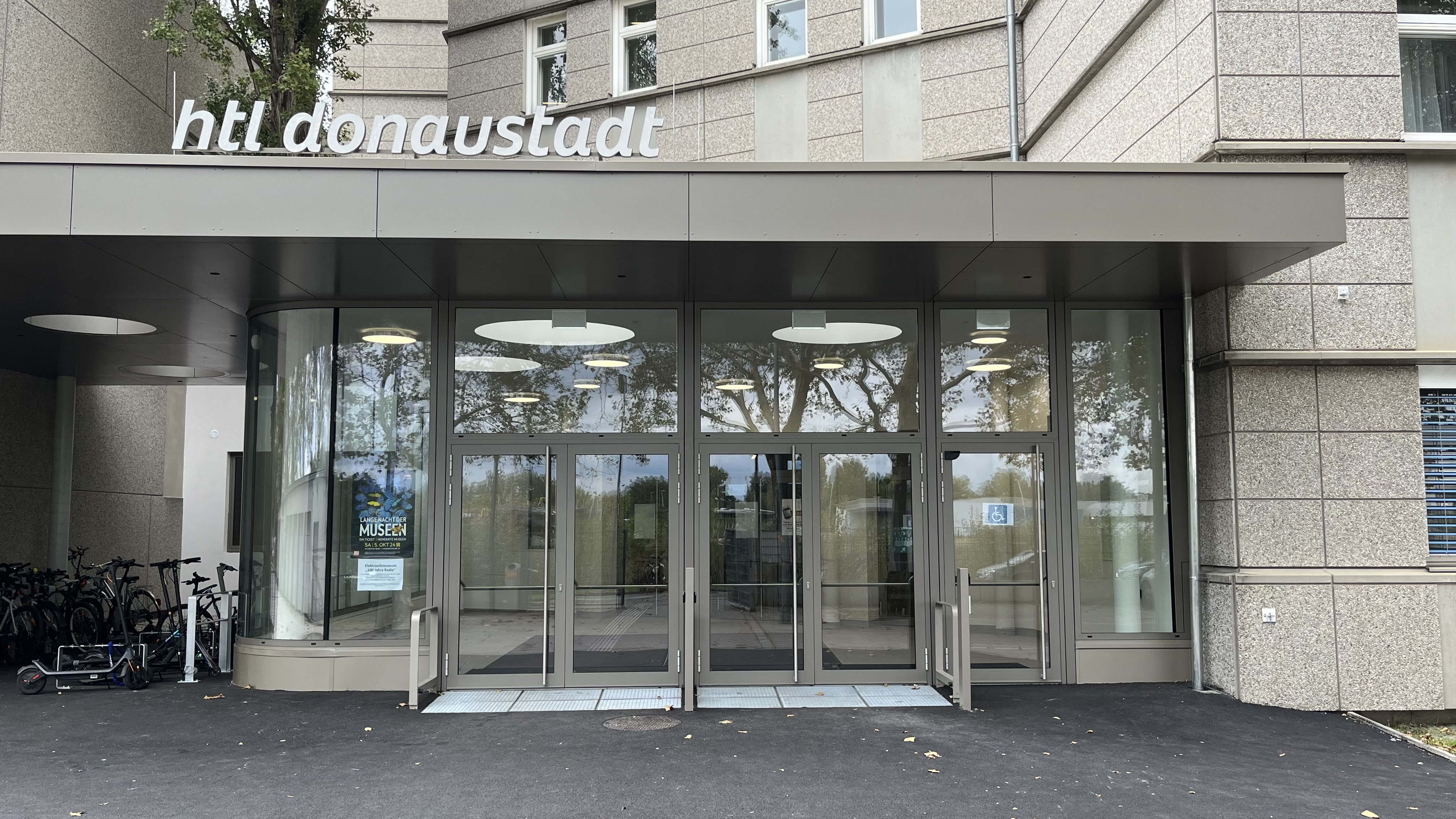
Haupteingang der HTL-Donaustadt

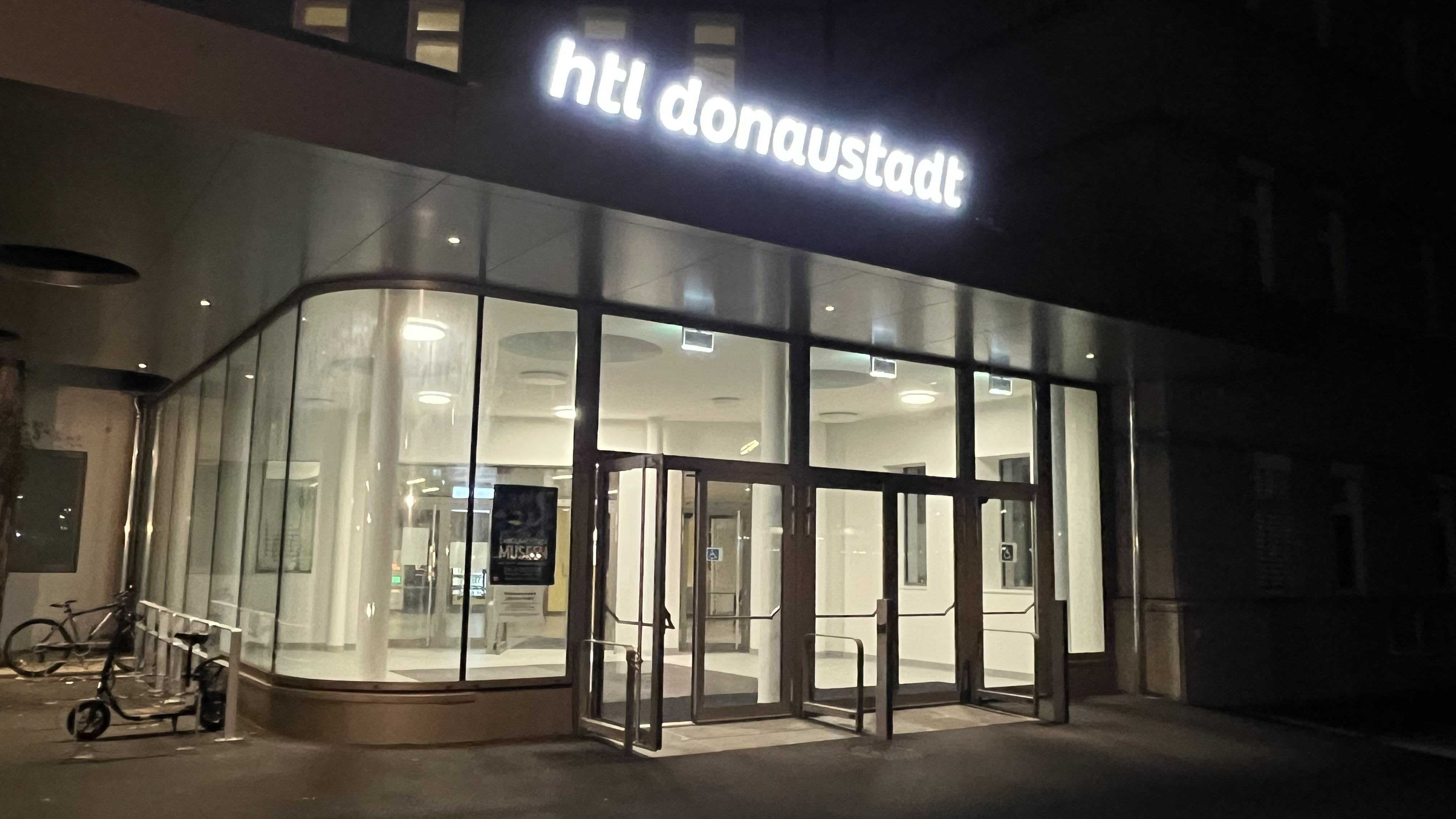
Beleuchteter Haupteingang der HTL-Donaustadt bei Nacht

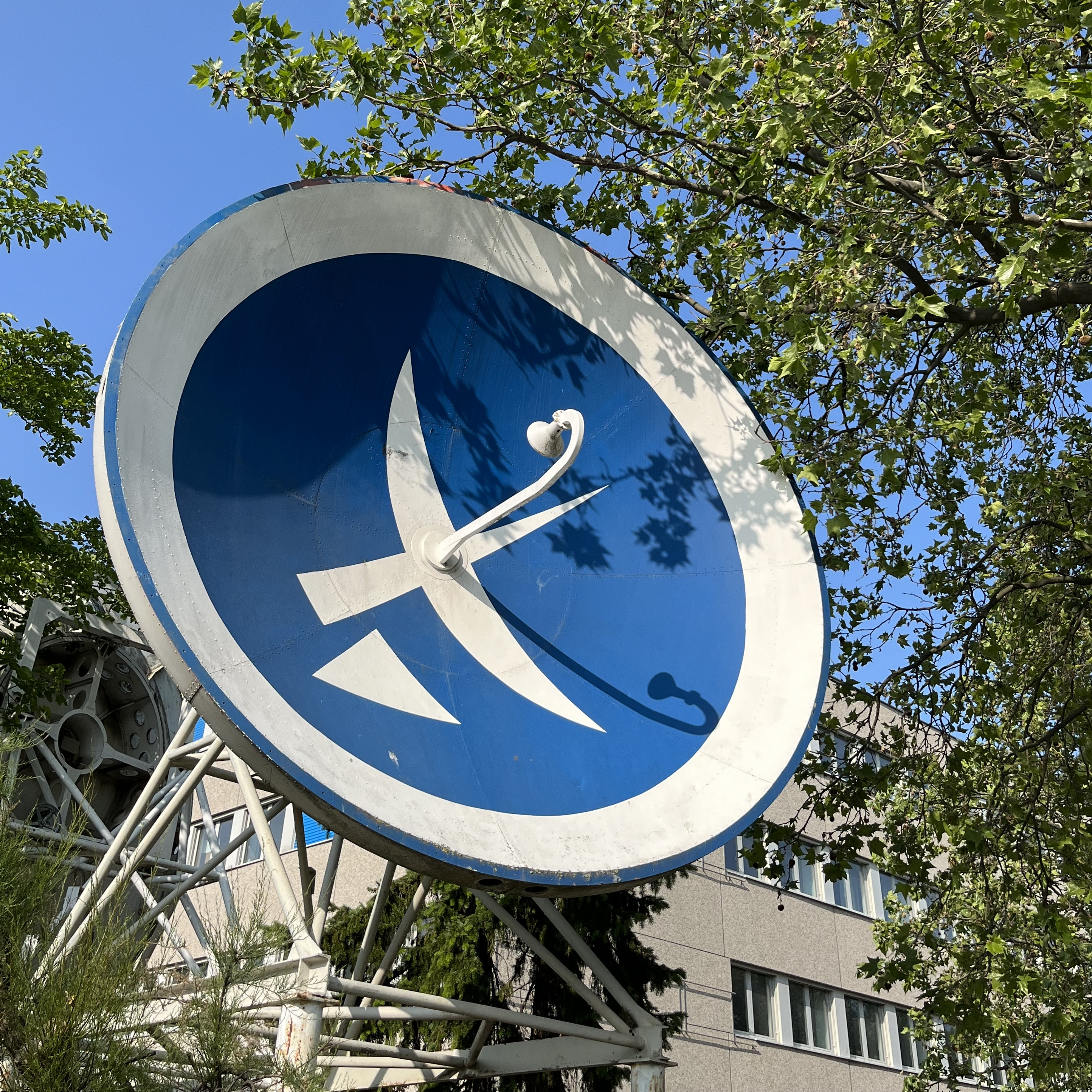
Modell einer Satellitenschüssel an der Ecke Deinleingasse/Donaustadtstaße

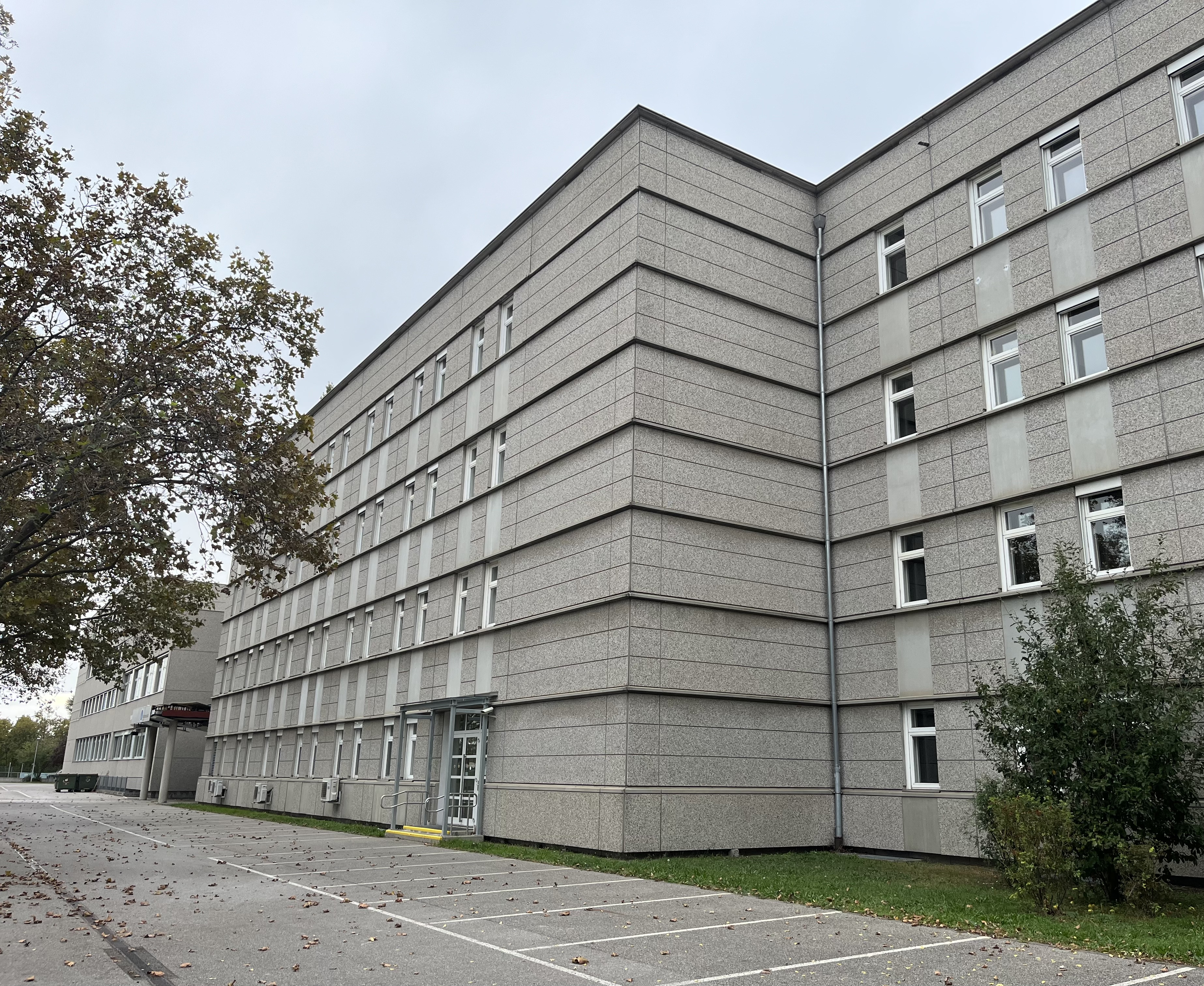
Vordere Gebäudefront (Richtung Deinleingasse)

### Höhere Lehranstalten / Abendschulen
Der Eintritt in einen Lehrgang der höheren Abteilungen ist nach Absolvierung des 8. Pflichtschuljahres möglich. Der Abschluss dieser fünfjährigen Lehrgänge erfolgt mit Reife- und Diplomprüfung (Matura). Im Rahmen des Diplomprojekts müssen die Schüler dann das Erlernte nutzen, um eine spezifische technische Problemstellung in Teamarbeit zu lösen. Absolventen der höheren Abteilungen erhalten den Befähigungsnachweis zur Betriebsgründung und können nach drei Jahren einschlägiger Berufspraxis die Standesbezeichnung „Ingenieur“ beantragen. Die Bedingungen für die Verleihung des Ingenieurtitels sind nach dem Ingenieurgesetz 2017 geregelt und schließen ein Fachgespräch vor einer Zertifizierungskommission mit ein.
Die Ausbildung in den ersten drei Schuljahren der Tagesschule ist in den Abteilungen Elektrotechnik, Elektronik und Informationstechnologie ähnlich, sodass ein Wechsel zwischen den Abteilungen noch prinzipiell möglich ist. Ein Wechsel zu und speziell von der Abteilung für Informatik ist schwierig, da diese keinen Werkstättenunterricht anbietet und auch sonst im Lehrplan von den anderen Abteilungen stark abweicht.
In der Abendschule wird der Ausbildungszweig „Elektronik und Technische Informatik“  angeboten. Interessenten ab 17 Jahren können diesen Lehrgang in 6-10 Semestern im Abendunterricht besuchen.

### Fachschulen
Ebenso wie bei den höheren Lehranstalten ist der Eintritt nach dem absolvierten 8. Pflichtschuljahr möglich. Der Lehrgang ist vierjährig und wird mit der Abschlussprüfung beendet. Die Fachschulausbildung wird für die beiden Richtungen „Elektrotechnik“ und „Elektronik“ angeboten.

## Höhere Abteilung für Informatik
Die Ausbildungsschwerpunkte sind Programmieren und Softwaretechnik, Projektmanagement und Betriebswirtschaftslehre. Unterrichtet werden im Laufe der Ausbildung mehrere Programmiersprachen, wie Java, C#, JavaScript und Python, sowie die Softwareentwicklung mit Hilfe von modernen Webframeworks. Teil der Ausbildung sind ebenso Datenbanksysteme und alle Methoden und Technologien die für die effiziente Entwicklung von fehlerarmer Software wesentlich sind (DevOps). Ebenso wird auf eine enge Verknüpfung mit den wirtschaftlichen Aspekten der Software-Industrie geachtet. Die wirtschaftliche Ausbildung schließt unter anderem die Arbeit in Übungsfirmen mit ein.
Die technischen Ausbildungsschwerpunkte werden durch mehrere Fächer abgedeckt:
- Programmieren und Software Engineering
- Webprogrammierung und Mobile Computing
- Data Science und Artificial Intelligence
- Computerarchitekturen und Betriebssysteme
- Systemplanung und Projektentwicklung
- Datenbanken und Informationssysteme
- Netzwerksysteme und Cyber Security

## Höhere Abteilung und Fachschule Elektrotechnik
Diese Abteilung bietet zwei Ausbildungszweige, die höhere Abteilung und die Fachschule. Alle Ausbildungszweige bieten gemeinsam eine grundlegende technische und humanistische Ausbildung. Während der ersten drei (Höhere Abteilung) bzw. vier (Fachschule) Jahrgänge wird den Schülern im Werkstättenunterricht der praktische Umgang mit verschiedenen Technologien, Arbeits- und Fertigungsmethoden vermittelt. Ab dem dritten Jahrgang der höheren Abteilung erfolgt außerdem der praktische Unterricht im Labor.
Die Ausbildungsschwerpunkte der Abteilung für Elektrotechnik sind:
- Energietechnik
- Antriebstechnik
- Automatisierungstechnik
- Industrieelektronik
- Informationstechnik
- Elektromobilität
- Erneuerbare Energien

Ein wichtiger Bereich ist die Vernetzung von Computersystemen und das verteilte Berechnen von Daten in automatisierten Umgebungen. Im Zuge dessen werden ebenso Programmierkenntnisse, als auch Wissen im Umgang mit verschiedenen Netzwerk- und Computerumgebungen vermittelt.
Die Ausbildung in der Fachschule Elektrotechnik hat dieselben Schwerpunkte ist aber weitaus praktisch orientierter. Durch die 4-jährige praxisbezogene Werkstättenausbildung ist nach Absolvierung der Fachschule eine Ausbildung für ein breites Spektrum an Berufen gegeben.

## Höhere Abteilung und Fachschule für „Elektronik und Technische Informatik“
Diese Abteilung bietet neben der höheren Abteilung, eine Fachschulausbildung und eine Abendschule an.
Ausbildungsschwerpunkte bilden neben dem Entwurf, der Fertigung und dem Test elektronischer Schaltungen und Geräte, das Hardware-nahe Programmieren von Mikrocontrollern und Embedded Systems, Wireless Communication, Digitale Signalverarbeitung und Avionikgrundlagen.
Es erfolgt eine Ausbildung mit den Schwerpunkten Elektronik und Technische Informatik. Die Werkstättenausbildung entspricht im Groben der in der Abteilung für Elektrotechnik und ebenso beginnt ab dem 3. Jahrgang die Ausbildung im Labor.
Die praktisch orientierte Ausbildung in der Fachschule bietet eine breitgefächerte Ausbildung in allen Themenbereichen der Elektronik. Durch die 4-jährige praxisbezogene Werkstättenausbildung ist auch hier nach Absolvierung der Fachschule eine Ausbildung für ein breites Berufsspektrum gegeben.

## Höhere Abteilung für Informationstechnologie
Diese Abteilung bietet zwei Ausbildungszweige an, Netzwerktechnik und Medientechnik. Die Spezialisierung in einen der beiden Zweige erfolgt dabei im vierten und fünften Jahrgang.
In den ersten drei Jahren ist die Ausbildung für beide Zweige gleich und bietet, ähnlich wie Elektrotechnik und Elektronik, eine fachpraktische Ausbildung Computerpraktikum und Laborausbildung, legt aber einen gezielten Ausbildungsschwerpunkt auf IKT mit Informationsverarbeitung, -darstellung, -übertragung und -nutzung.

### Informationstechnologie – Netzwerktechnik
Die Schwerpunkte dieses Ausbildungszweigs bilden die Grundlagen der Netzwerktechnik, das Einrichten und Administrieren von Firmennetzwerken, die Konfiguration und der Betrieb von Serverdiensten, Kryptographie und die Programmierung von Webanwendungen. Ebenso erfolgt eine Ausbildung im Projektmanagement um die Planung und Umsetzung von IT-Projekten zu erlernen. Absolventen stehen neben dem Beruf des Systemadministrators und des Projektmanagers eine ganze Palette von Tätigkeiten in der Informationstechnik quer über viele Branchen offen.

### Informationstechnologie – Medientechnik
Der Schwerpunkt dieses Ausbildungszweigs ist das Erlernen des richtigen Einsatz von Video, Fotografie und Audio für die Gestaltung von multimedialen Inhalten in den Bereichen Multimedia, Animation und Webentwicklung. Absolventen stehen daher insbesondere Berufe in der Medien- und Werbebranche offen.

## Bekannte Absolventen und Schüler
- Heidi Hobel (Staatsmeisterin im Rudern)
- Michaela Gigon (Weltmeisterin MTBO)
- Lukas Pezenka (Weltmeister Open Taekwon-Do 2007 (Birmingham, TAGB), 5. Platz Open-Taekwon-Do WM 2005 (Cardiff, TAGB), Bronze ETF Open Taekwon-Do Euro-Cup 2004 (Herne, ETF))
- Michael Wagner (Fußballspieler)
- Marco Porak (Geschäftsführer der IBM Österreich seit Okt. 2021)[6]

## Chronik des Standorts

Photovoltaikanlage

- 1982 – Gründung einer HTL in der Wassermanngasse in Wien.[1]
- 1983 – Beziehung des heutigen Standorts in der Donaustadtstraße 45 in Wien-Donaustadt nach der Adaptierung des Firmengeländes einer Ovomaltine-Fabrik. Dieser Teil ist der heutige P-Trakt.[1]
- 1984 – Fertigstellung des Turnsaaltrakts
- 1985 – Inbetriebnahme eines weiteren Klassentrakts mit Physik- und Chemiesaal (V-Trakt).
- 1986 – Errichtung der Außen- und Sportanlagen, sowie Inbetriebnahme eines weiteren Klassentrakts (D-Trakt).
- 2013 – Eröffnung des Elektronikmuseums in eigenen Ausstellungsräumlichkeiten im Keller.[7]
- 2019 – Adaptierung und Inbetriebnahme von umgebauten Kellerräumlichkeiten für die Nutzung für Veranstaltungen wie der Firmenmesse und dem Tag der offenen Tür sowie als Projekträume.
- 2024 – Installation und Inbetriebnahme der Photovoltaikanlage auf dem Dach des Schulgebäudes.
- 2024 – Neubau des Haupteingangs während der Sommerferien im Juli und August 2024.
- 2025 – Akkreditierung als Erasmus+ Schule

## Leitung
- 1984–1990 Walter Heuritsch[1]
- 1990–2002 Walter Wache
- 2002–2003 Wolf-Dieter Strasser
- 2003–2012 Christine Moravec
- 2012–2014 Peter Kovar (interimistisch)
- 2014–2020 Wilhelm Bonatz
- Seit 2020 Kurt Stadler